# Loi n°68-1 Article 7
Das französische Patentänderungsgesetz Loi n°68-1 vom 2. Januar 1968 führte in Artikel 7 als erstes Patentgesetz den Patentierungsausschluss von Computerprogrammen ein.

## Gesetzestext
Art. 7. Est considérée comme industrielle toute invention concourant dans son objet, son application et son résultat, tant par la main de l´homme que par la machine, à la production de biens ou de résultats techniques.
Ne constituent pas, en particulier, des inventions industrielles:
1° Les principes, découvertes et conceptions théoriques ou purement scientifiques;

2° Les créations de caractère exclusivement ornemental

3° Les méthodes financières ou comptables, les règles de jeux et tous autres systèmes de caractère abstrait, et notamment les programmes ou séries d´instructions pour le déroulement des opérations d´une machine calculatrice.
Übersetzung:
Art. 7. Als industriell wird jede Erfindung angesehen, die in ihrem Gegenstand, seiner Anwendung und seinem Ergebnis, sowohl durch Menschenhand als auch durch die Maschine zur Produktion von Gütern oder technischer Ergebnisse beiträgt.
Industrielle Erfindungen bilden insbesondere nicht:
1. Grundsätze, Entdeckungen und theoretische oder rein wissenschaftliche Konzepte;
2. Schöpfungen ausschließlich dekorativen Charakters;
3. Geschäfts- oder Buchhaltungsmethoden, Spielregeln und alle anderen Systeme abstrakten Charakters und insbesondere Programme oder Folgen von Anweisungen für den Ablauf der Operationen einer Rechenmaschine.

## Bedeutung
Zeitgleich wurde dieser Patentierungsausschluss in den US-amerikanischen Prüfungsrichtlinien für Patentanmeldungen festgeschrieben. Das Europäische Patentübereinkommen von 1973 übernahm diesen Ausschlusskatalog des französischen Patentgesetzes – auch im Hinblick auf die Entscheidung Gottschalk v. Benson von 1972 – mit der Einschränkung, dass genannte Gegenstände oder Tätigkeiten der Patentfähigkeit nur insoweit entgegenstehen, als sich die europäische Patentanmeldung oder das europäische Patent auf die genannten Gegenstände oder Tätigkeiten als solche beziehen.
Einzig relevante Entscheidung, welche sich auf diesen Ausschluss von Computerprogrammen vom Begriff der industriellen Erfindungen vom Gesetz von 1968 bezog war Mobil Oil Corp. In dieser Entscheidung wurde die Zurückweisung der Anmeldung durch das Institut national de la propriété industrielle (INPI) allerdings auf Grund des fehlenden technischen Charakters bestätigt.

## Nachweise
1. ↑  LÉGISLATION FRANÇAISE LOI N° 68-1 DU 2 JANVIER 1968 tendant à valoriser l´activité inventive et à modifier le régime des brevets d´invention. In: REVUE DE DROIT INTELLECTUEL L´INGÉNIEUR-CONSEIL. Januar 1968, S. 16.
2. ↑  C. Geiger/Reto M. Hilty: Breveter le logiciel? Une analyse juridique et socio-économique. In: PROPRIÉTÉS INTELLECTUELLES. Juli 2005, S. 296–312 (Fn.14 mit Verweis auf USSC Gottschalk v. Benson, 409 US 63 1972).
3. ↑  Mobil Oil Corp., Cass.Com., 28 mai 1975
4. ↑  Vgl. auch:
  - Loi n° 68-1 du 2 janvier 1968 tendant à valoriser l’activité inventive et à modifier le régime des brevets d’invention (Memento vom 28. Februar 2012 im Internet Archive)
  - SA SAGEM c./ M. le directeur de l’INPI CA Paris, 10 janvier 2003 (PDF; 146 kB)

« Ce fut, par exemple, le critère retenu dans l’arrêt Mobil Oil de la Cour de cassation française en 1975, qui refusa de valider un brevet au motif qu’il portait sur un programme destiné à de simples calculs informatiques, hors de tout appareillage ou procédé technique externe. »
« En France, par exemple, un arrêt très récent de la Cour d’Appel de Paris a ainsi rejeté une demande de brevet au motif que l’effet recherché par l’invention (en l’espèce, l’authentification à distance de l’usager d’un service en ligne par le biais de l’opérateur du réseau de télécommunication) n’était pas, en lui-même, de nature technique dès lors que les moyens techniques utilisés, déjà connus, ne sont pas revendiqués »

  - Bertrand Warusfel: La brevetabilité des inventions logicielles dans les jurisprudences européenne et américaine. In: Colloque AFDIT 2002. 2003, S. 4, 8 (archive.org [PDF; abgerufen am 19. März 2010]).
  - CEIPI (Memento vom 23. Februar 2012 im Internet Archive)
  - fr.jurispedia.org